# Trichapus
Trichapus is een geslacht van kevers in de familie houtzwamkevers (Ciidae).

## Soorten
- T. glaber Friedenreich, 1881
- T. pubescens Friedenreich, 1881